# Кружок Крейзау

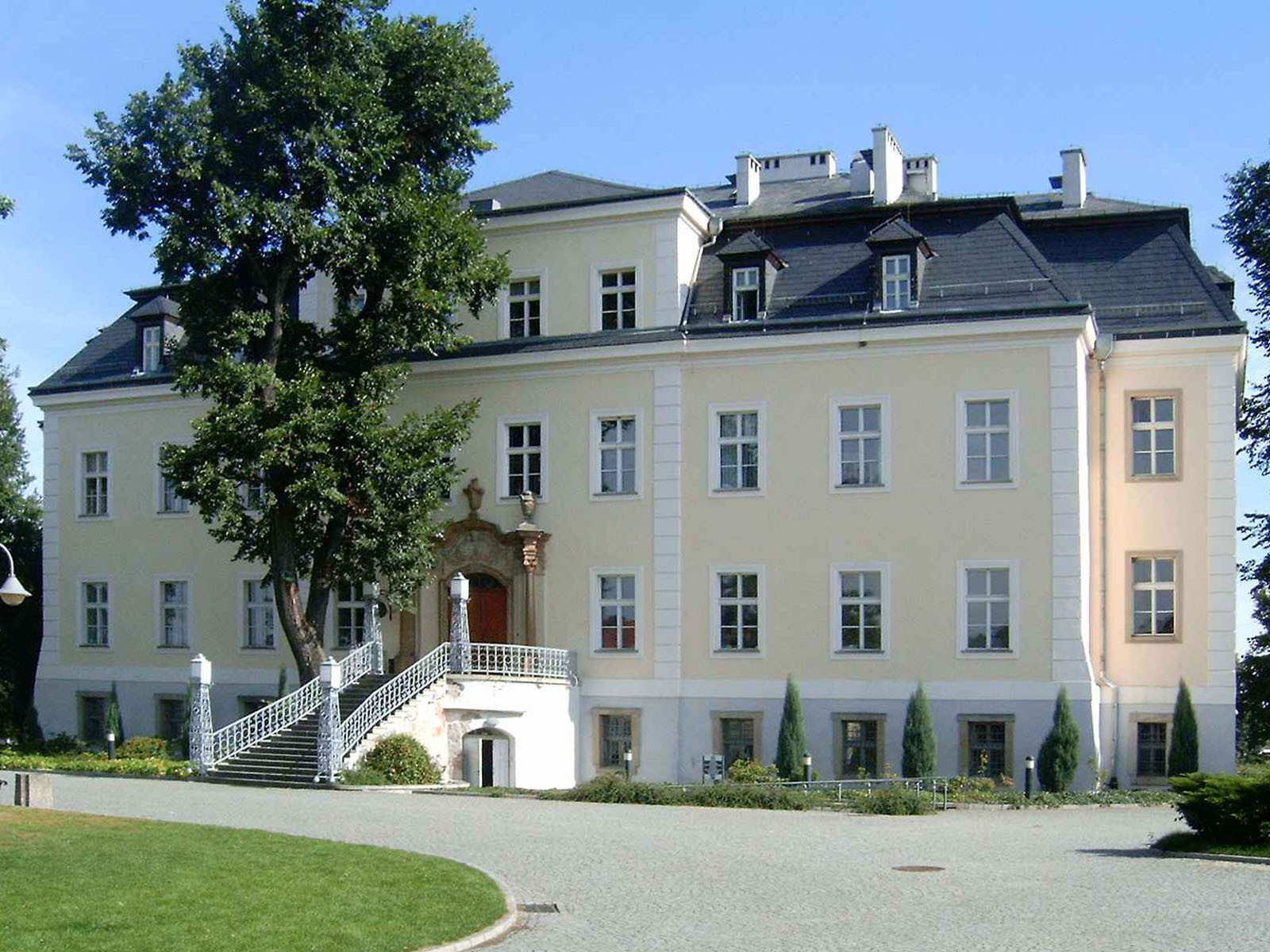
Поместье Крейзау (Кшижова) в Силезии

Кружок Крейзау (также Крейзауский кружок, нем. Kreisauer Kreis) — группа немецкого Сопротивления, получившая своё название по поместью Крейзау (ныне Кшижова) в Верхней Силезии, где проходили первые встречи её участников. Члены кружка обсуждали будущее преобразование Германии после падения нацизма на основе принципов, близких христианскому социализму.

## История
Основателем кружка был граф Хельмут Джеймс фон Мольтке (1907—23 января 1945, Берлин). Ему принадлежало поместье, по названию которого гестапо впоследствии дало название всей группе. Отдельные идеи, позднее развившиеся в политическую программу, прослеживаются в его переписке начиная с 1930 года. В 1938 году, вернувшись из Великобритании, Мольтке начал серьёзно размышлять над тем, как предохранить западный мир от установления режима, подобного нацистскому. С 1939 года Мольтке и его друг и единомышленник Петер Йорк фон Вартенбург организовали негласный дискуссионный клуб. В него входили в основном представители высших слоёв общества (землевладельцы, профессора, бывшие профсоюзные лидеры, дипломаты, два католических священника-иезуита и два лютеранских пастора), их взгляды варьировались от консервативных до социалистических. Мольтке и фон Вартенбург принадлежали к известным аристократическим семьям, первый был внучатым племянником генерал-фельдмаршала Хельмута фон Мольтке старшего, а второй — прямым потомком генерал-фельдмаршала Людвига Йорка фон Вартенбурга.
В январе 1944 года Мольтке был арестован после того, как о его взглядах и связях с другими деятелями Сопротивления стало известно гестапо (нацисты подослали агента гестапо в кружок, известный как «чайный салон фрау Зольф», который в частности посещал друг Мольтке дипломат Отто Кип). Кружок Крейзау прекратил существование. После провала заговора 20 июля многие участники кружка были арестованы и заключены в концлагеря или казнены, среди казнённых были Мольтке, Йорк, Адам фон Тротт цу Зольц, Альфред Дельп.

## Участники
- юрист Хельмут Джеймс фон Мольтке (1907—1945);
- юрист Петер Йорк фон Вартенбург (1904—1944);
- советник министерства иностранных дел Адам фон Тротт цу Зольц (1909—1944);
- юрист и экономист Карл Дитрих фон Трота (1907—1952)
- юрист и экономист Хорст Эйнзидель (1905—1947);
- политический деятель Ганс Лукашек[нем.] (1885—1960);
- профессор Адольф Рейхвейн (1898—1944);
- политический деятель Карло Мирендорф (1897—1943);
- журналист Теодор Хаубах[нем.] (1896—1945);
- священник-иезуит Августин Рёш[нем.] (1893—1961);
- священник-иезуит Альфред Дельп (1907—1945);
- священник-иезуит Лотар Кёниг (1906—1946).

## Идеология
Мольтке, Йорк и другие участники кружка считали приход нацизма переломным историческим событием, которое должно стать финалом исторической эпохи и открыть новую эру. Уходящая эра, по мнению Мольтке, началась Реформацией и получила развитие в эпоху Просвещения. Эта эра была ознаменована упадком христианских ценностей, ростом индивидуализма и материализма, а с течением времени — также капитализма и национализма. Разрушение сложившихся социальных структур и появление нацистского государства стали закономерным результатом исторического процесса.
Мольтке считал оппозицию нацизму моральным долгом человека. В то же время он был против убийства Гитлера. Мольтке считал, что насильственное устранение диктатора станет моральным поражением заговорщиков и придаст Гитлеру ореол мученика. Члены кружка полагали поражение Германии в войне и свержение нацизма неизбежным и основное внимание уделяли тому, как должна выглядеть будущая Германия.
Программным документом кружка стали «Принципы нового порядка» (нем. Grundsätze für die Neuordnung), составленные Мольтке и датированные 9 августа 1943 года. Они не являются полноценной конституцией, хотя содержат определённые конституционно-правовые положения. Отличительной чертой «Принципов» является акцент на развитии субсидиарности и местного самоуправления одновременно с нивелированием эгалитарных проявлений демократии.